# 61 Virginis c
61 Virginis c est une exoplanète orbitant autour de l'étoile 61 Virginis dans la constellation de la Vierge, à 28 années-lumière. Elle possède une masse minimale de 18,2 fois celle de la Terre avec une distance égale à 1,5 fois la distance Terre-Soleil. Cette planète est de type Neptune chaud. Elle fut découverte le 14 décembre 2009 par la méthode des vitesses radiales, aux observatoires du Keck et anglo-australien,.
61 Virginis c appartient à un système composé de trois exoplanètes.